# Sint-Elooisgasthuis

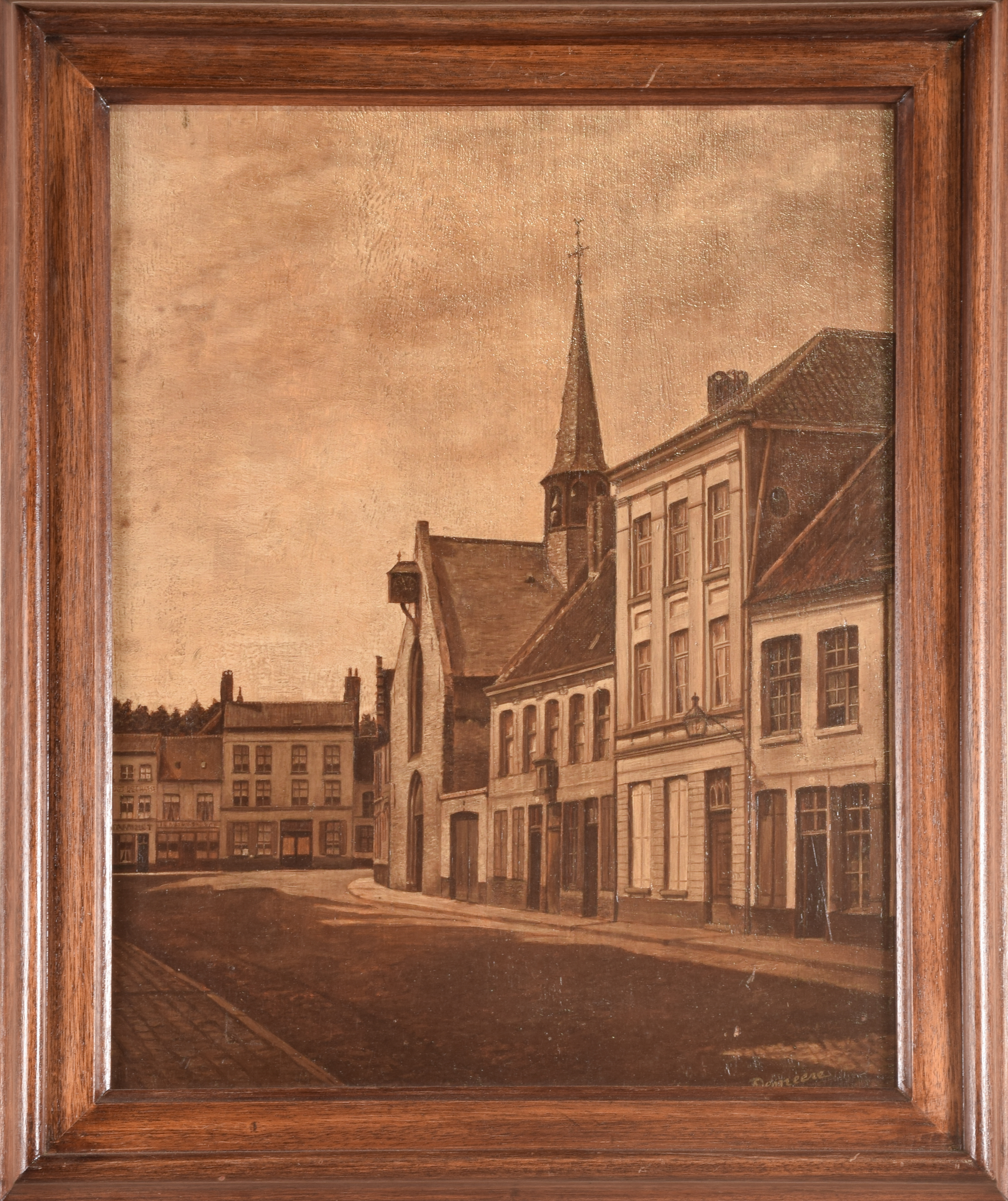
Schilderij van de vroegere Sint-Elooiskapel in Kortrijk

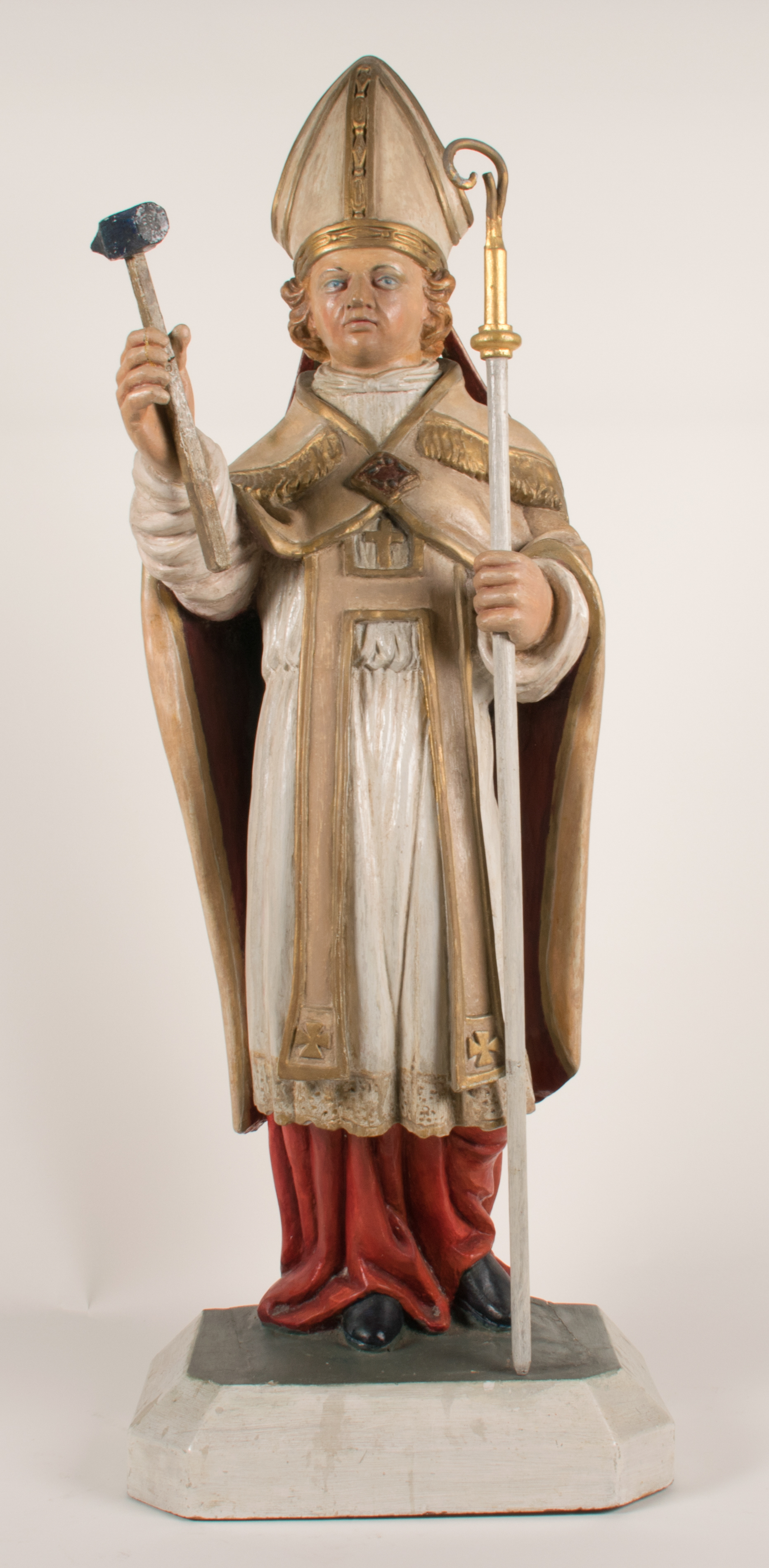
Sint-Elooisbeeld uit de kapel

Het Sint-Elooisgasthuis was een gasthuis in de wijk Overleie in de Belgische stad Kortrijk dat gebouwd werd in het jaar 1308 en afgebroken in 1882. De Sint-Elooiskerk staat nu op de plaats waar het gasthuis vroeger stond.

## Geschiedenis

### Stichting
Het gasthuis werd in 1308 gesticht door de broeders van Sint-Elooi. Deze orde bestond voornamelijk uit smeden of zonen van smeden daar Sint-Elooi er de patroonheilige van was. Oorspronkelijk bezat de orde een huis in de Overleiestraat. Op 1 juni 1366 erkende de bisschop het gasthuis.

### De organisatie
Het gebouw stond open voor zieken (maar dit eerder uitzonderlijk), armen, gebrekkige en andere ongelukkige mensen. Ook werden in bepaalde periodes reizigers en passanten toegelaten. Vrouwen hoorden op de zolder thuis. De kosten werden afgelost met rentes van gronden en bezittingen van de orde. Het waren vier verkozen broeders die het gasthuis mochten uitbaten en zij moesten hiervoor dan ook verantwoording afleggen aan de deken van Kortrijk. Men ging zeer ver voor het verkrijgen van aalmoezen. Men beloofde zelfs aflaten op de feestdag van de heilige Eligius als er een schenking plaatsvond. Rond 1500 werd er een grote kapel gebouwd. Deze werd steeds verder aangevuld naargelang de toestroom van geld. Ook was er een eigen kerkhof aanwezig.
Vanaf 1500 beleeft het Sint-Elooisgasthuis een stagnatie tot halverwege de 18e eeuw. Het ging zich voornamelijk op reizigers en pelgrims toespitsen. Ook bij pestepidemieën werden de deuren opengesteld.

### Ondergang
Vanaf de eerste helft van de 18e eeuw ging het neerwaarts met het gasthuis. Er werden geen diensten meer gedaan en er werden steeds minder zieken verzorgd. Het gebouw raakt vervallen. Vanaf 1743 kende het gasthuis een kleine herleving met een vrouwenziekenhuis en meisjesschool. Uiteindelijk werd het Sint-Elooisgasthuis in 1882 gesloopt en werd de Sint-Elooiskerk gebouwd op de plaats waar de kapel stond.